# Цирульников, Анатолий Маркович
Анатолий Маркович Цирульников (род. 19 июня 1949) — российский учёный-педагог, писатель, историк. Основатель ряда новых направлений, в том числе методологии и инструментария социокультурного анализа и проектирования развития образования в регионах России, автор исследований российских школьных реформ, доктор педагогических наук, профессор, академик Российской академии образования.

## Биография и творческий путь
Учился в московской школе № 444 (учителем математики был С. И. Шварцбурд). Закончил физфак МОПИ им. Н. К. Крупской. В 1970-е — нач. 1980-х гг. сотрудник, лаборатории «Прогнозирование развития школы» под руководством Э. Г. Костяшкина в Институте общей педагогики АПН СССР. В 1988—1989 гг. — участник ВНИКа «Школа» под руководством Э. Д. Днепрова, соавтор разработки Концепции общего среднего образования (1989 г.). В 1990-е годы — советник и временно исполняющий обязанности заместителя министра образования РФ, зав.лабораторией Института педагогических инноваций РАО (директор В. И. Слободчиков), научный сотрудник Московского института развития образовательных систем (директор А. М. Абрамов). В 2000-е годы — научный сотрудник Института управления образованием РАО и Федерального института развития образования.
В 1978 г. защитил кандидатскую диссертацию, в 1994 г. — докторскую диссертацию на тему «Вариативность в организации сельской школы».
Избран член.-корр. РАО 22.04.2004 г., академиком РАО — 26.02.2015.
В 2000—2005 гг. — гл. редактор газеты «Сельская школа со всех сторон».
С начала 1990-х годов — ведущий участник проектов развития образования в нескольких регионах России, организатор многих десятков педагогических исследований и экспедиций, научный руководитель республиканской программы социокультурной модернизации образования в Республике Саха (Якутия).

## Историк образования
В центре внимания исторических исследований и книг А. М. Цирульникова (см. раздел Литература) — судьбы и повторяющиеся закономерности педагогических реформ и контрреформ в России, логика развития общественных инициатив в образования, опыт самоуправления, взаимодействия и конфликтов общественных и государственных сил, типология отношений провозглашаемых задач образования с ходом народной жизни, народными традициями и представлениями, история детства.

## Педагогические экспедиции
Анатолий Цирульников организует педагогические экспедиции в разных регионах России более 40 лет, выступая по ходу экспедиций одновременно в роли учёного-исследователя, журналиста, эксперта и консультанта для местных педагогов и управленцев.
А. М. Цирульниковым (совместно с Н. И. Бугаёвым) разработано понятие о педагогической экспедиции как особой образовательной технологии, ставшей важной частью инструментария социокультурного подхода в образовании. Путешествие как образовательная технология предполагает три слоя деятельности:
- собственно незапрограммированное путешествие;
- научно-практическое исследование;
- участие в развитии местного образование (по ходу путешествия происходят содержательные встречи с педагогами и школьниками, проводятся проектно-аналитические семинары, лекции и консультации, выявляются и активизируются местные сообщества и образовательные инициативы).

Прямые и косвенные результаты педагогической экспедиции становятся базой для дальнейших позитивных перемен.
Материалы педагогических экспедиций 1990-х — 2000-х годов послужили основой большой серии книг А. М. Цирульникова, получившей обобщённое название «Неопознанная педагогика».

«Без малого сорок лет из года в год Анатолий Маркович Цирульников многие месяцы странствует по российским школам (преимущественно сельским) на всех вообразимых и невероятных видах транспорта. Он приходит к своим героям-учителям сразу в нескольких ипостасях: учёный-исследователь, писатель, журналист — и он же эксперт, консультант школьных инициатив, иногда ожидаемый, иногда нечаянный помощник и советчик в делах тех, к кому он стучится в дверь школы.

18 книг педагогических путешествий по России А. М. Цирульникова — это огромный очерк российского образования начала XXI века. Это Россия, в которой мы живём, и которую не видим. Автора-путешественника и исследователя интересует школа, вписанная в пространство — двора, города, села, мироздания. Школа, укоренённая в исторической традиции, включённая в современный контекст жизни и соединяющая с ним проекты, надежды, нацеленные в будущее — такова сквозная тема всех этих книг».— (Из аннотации к серии книг А. М. Цирульникова «Неопознанная педагогика» на сайте РАО)
Серия книг «Неопознанная педагогика» в электронном виде представлена на сайте www.setilab.ru (представлены как книги, выходившие специальными изданиями, так и те, что публиковались по частям в газетах и журналах).

## Журналистика и литературные произведения
А. М. Цирульников — автор более 400 публикаций. Журналистские и литературные работы во многом отражают опыт педагогический экспедиций и исследований автора, его научные и общественно-политические усилия по сохранению российских школ и здравых управленческих подходов к отечественному образованию.
С середины 1990-х годов Анатолий Цирульников — постоянный автор газеты «Первое сентября» и журнала «Дружба народов».
В момент общегосударственной компании по «реструктуризации» сельских школ Цирульников возглавил редакцию газеты «Сельская школа со всех сторон». Им была создана газета для тех, кто не склонен рассматривать сельскую школу как ухудшенный вариант городской, кто видит её уникальные достоинства, кто верит в её будущее. В центре внимания газеты были «сценарии успеха» сельской школы и деревни, способы защиты маленькой сельской школы, противодействия примитивизации и унификации культурного ландшафта страны, поддержки многообразия творческих усилий народа, сельской интеллигенции, сельских детей и молодёжи.
«Редакция газеты ˝Сельская школа со всех сторон˝, возглавляемая Цирульниковым, стала одним из центров сопротивления федеральной кампании по ˝реструктуризации˝ — упразднению большинства российских сельских школ под заклинание ˝автобус — Интернет — интернат˝Газета под руководством редактора не только противостояла катку ˝реструктуризации˝ (из-за которого в самых „административно податливых“ областях России сельских школ сейчас заметно меньше, чем было в XIX веке), но и собирала по большинству регионов страны многообразные эффективные модели того, как оказывается возможным и сохранить школы в деревнях, и улучшить образование детей, и рационально распределить имеющиеся ресурсы».
Своего рода резюмирующей публицистической работой, связующей главные стороны деятельности А. М. Цирульникова — исследования в области истории и экспериментальной педагогики, опыт участия в разворачивавшихся педагогических проектах, литературной и редакторской работы — стала книга «В учениках у реальности».

## Социокультурный подход в образовании (основная статья)
А. М. Цирульников — ведущий разработчик принципов и практики социокультурного реформирования образования в регионах России. Главные его черты:
- ориентация на сложность и разнообразие;
- развитие существующего и местного опыта вместо утопического проектирования всеобщего нового порядка;
- самоорганизация и саморазвитие образовательных сообществ, школ;
- использование образования как инструмента решения жизненных проблем местных сообществ.

На основе регионального опыта реализации социокультурного подхода Анатолием Цирульниковым выделены пять эффективных для него технологических инструментов:
- метод анализа социокультурной ситуации;
- технология социокультурного проектирования;
- технология образовательной сети;
- образовательная экспедиция;
- образовательная ярмарка.

Наиболее полномасштабно социокультурный подход к реформированию образования был реализован в 2000-е годы в Республике Саха (Якутия).
Сжатый обзор представлений о принципах и опыте социокультурного подхода представлен автором в ходе выступления в МПГУ в сентябре 2016 г. (см. видеозапись лекции).

## Список произведений

#### История педагогики
- Цирульников А. М. Из тайных архивов русской школы. — М.: Педагогика-пресс, 1992.
- Цирульников А. М. История образования в портретах и документах. — М.: Владос, 2001.
- Цирульников А. М. От Бориса до Юлии. Истории детства. Детские истории. — Екатеринбург: Народная книга, 2017.

#### Художественные очерки и публицистика
- Цирульников А. М. Девять ночлегов с воином, шаманом и кузнецом. — СПб.: Агентство образовательного сотрудничества, 2003.
- Цирульников А. М. Неопознанная педагогика. — М.: МПСИ-РАО, 2004.
- Цирульников А. М. Барские причуды. Меценатство. Новейшие истории. — М.: МПСИ, 2005.
- Цирульников А. М. Педагогика кочевья. — Якутск, 2009.
- Цирульников А. М. Бамс! Сказка на ночь или пособие для начинающих сказочников. — М.: Самокат, 2012
- Цирульников А. М. В учениках у реальности. — СПб, 2014. (Эл. публ.: http://www.schoolnano.ru/node/207260)
- Серия книг «Неопознанная педагогика» в виде интернет-публикаций[20].
- Публикации в журнале «Дружба народов»[21]
- Публикации в газете «Первое сентября»[22]
- Публикации в газете «Сельская школа» (2000—2005 гг.)

#### Управление вариативным образованием в регионах
- Цирульников А. М. Педагогика, рождённая жизнью: книга для учителя. — М.: Просвещение, 1988.
- Цирульников А. М. Педагогические основы вариативной организации сельской школы. — М.: Новая школа, 1992.
- Цирульников А. М. Вариативная организация и развитие сельской школы. — М.: МИРОС, 1994.
- Цирульников А. М. Инновации в сельской школе // Инновационное движение в российском школьном образовании. — М., 1997.
- Аверкин В. М., Цирульников А. М. Теоретические проблемы регионализации образования. — В. Новгород, 1997.
- Аверкин В. М., Цирульников А. М. Управление вариативными образовательными системами. — В. Новгород, 1999.

#### Социокультурный подход в образовании
- Цирульников А. М. Сетевое образование: контуры новой парадигмы // Первое сентября. — 2002. — № 2.
- Цирульников А. М. Система образования в этнорегиональном и социокультурном измерениях. СПб.: АОС, 2007.
- Цирульников А. М., Русаков А. С., Эпштейн М. М. Инновационные комплексы в сфере образования: рекомендации по созданию и управлению. — СПб.: Агентство образовательного сотрудничества, 2009.
- Цирульников А. М. Модернизация школы. Социокультурная альтернатива. — М.: Сентябрь, 2012.
- Цирульников А. М. Социокультурная модернизация и развитие образования. Феномены и культурные практики. — СПб.: Образовательные проекты, 2016.
- Цирульников А. М. Социокультурная модернизация и развитие образования в регионах. — М.: ФИРО, 2017.